# Kem ấm

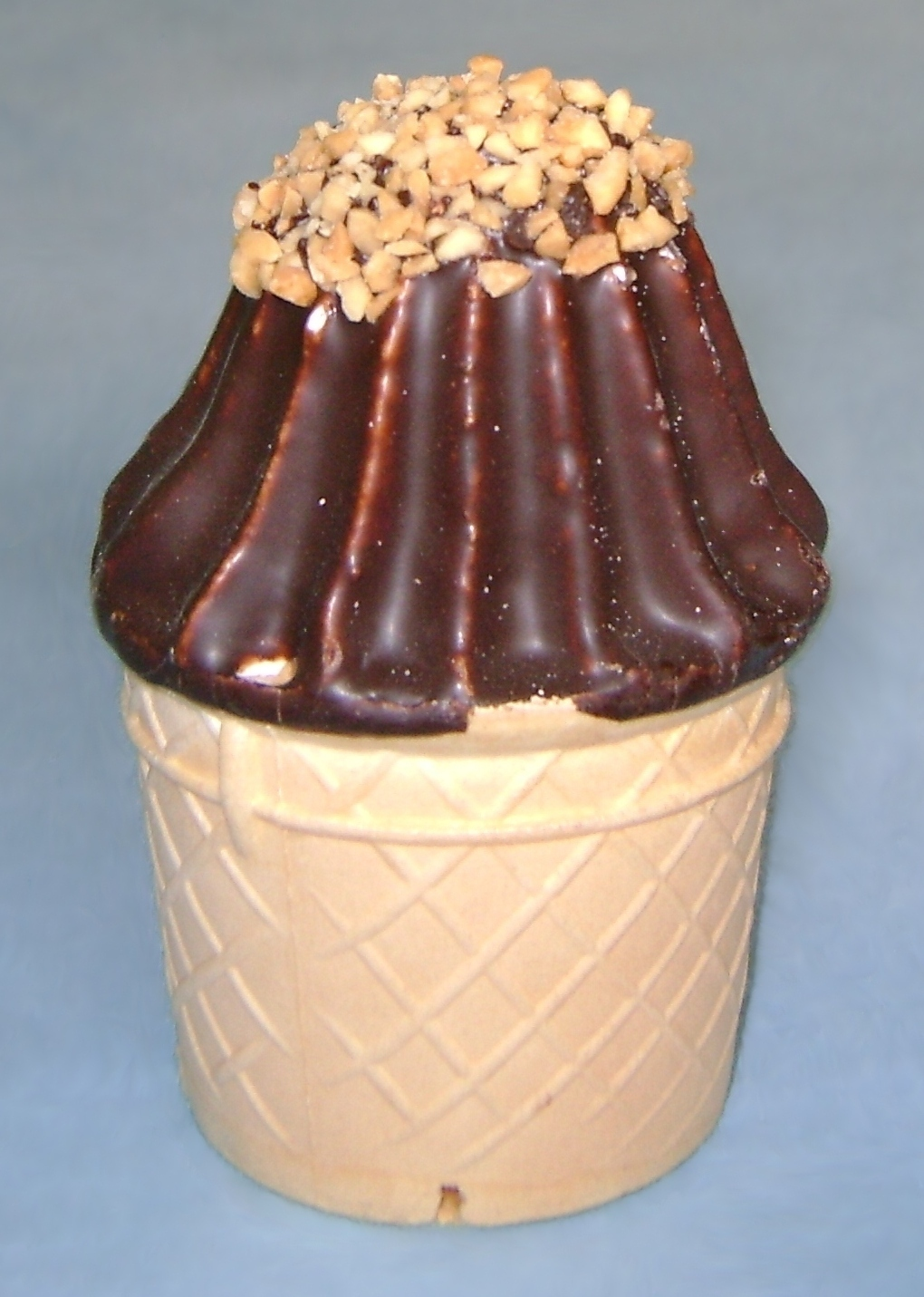

Kem ấm (tiếng Ba Lan: ciepłe lody, danh từ số ít: ciepły lod) là một món tráng miệng Ba Lan phổ biến làm từ lòng trắng trứng, có công thức tương tự bánh mousse được phủ siro, sô cô la, hoặc các loại nguyên liệu khác lên, nó được để trong vỏ bánh ốc quế tương tự như kem tươi.
Tờ báo Wprost của Ba Lan viết rằng kem ấm là một phát minh của các chuyên gia dinh dưỡng của Cộng hòa Nhân dân Ba Lan, một trong những thực phẩm ersatz, cùng với Polo-Cockta. Việc sản xuất của nó đã được đổi mới ở Ba Lan vào thời hiện đại như một phần của PRL nostalgia.
Những tráng miệng tương tự từ Đức, trong đó có Schokoküsse, Flødeboller của Đan Mạch, và Krembo của Israel cũng được gọi là "kem ấm" ở Ba Lan.
Ở Hungary, một món tráng miệng tương tự được gọi là télifagyi ("kem mùa đông"). Nó đã được phát minh và đạt đến đỉnh cao của sự phổ biến của nó trong thời Chủ nghĩa Cộng sản, nhưng vẫn được phổ biến rộng rãi.